# 公子充石
公子充石（？—？），子姓，名充石，字皇父，是宋戴公的儿子，宋武公的弟弟，宋国司徒。
宋武公时期，鄋瞒进攻宋国，司徒皇父带兵抵御。耏班担任徒皇父的御戎，公子穀甥为车右，司寇牛父为驷乘，在长丘打败狄人，俘虏了长狄缘斯，皇父与自己的两个儿子战死。
充石的后裔以其字皇父为氏，立皇氏，也是后世皇甫姓和皇姓的来源。